# Bulletstorm
Bulletstorm je akční videohra od studií People Can Fly, jejž vytvořilo například Gears of War	 nebo Painkiller, a Epic Games. Hru vydala v roce 2011 společnosti Electronic Arts. Jedná se o FPS střílečku odehrávající se v budoucnosti. Starý voják Gray se po dezerci utápí v alkoholu, dokud nenalezne loď svého bývalého šéfa. Zaútočí na ni, ale na obranu se postaví nepřátelští vojáci, zombie a ohavné nestvůry.

## Hratelnost
Hra obsahuje osm zbraní, z nichž každá má své vlastní chování. Kromě standardních střelných zbraní, jako jsou brokovnice a útočné pušky, hra obsahuje neobvyklé zbraně, jako je „Bouncer“, který střílí výbušné dělové koule, a „Flailgun“, dělo, které střílí granáty zatížené boly. Každá zbraň má alternativní režim střelby, který využívá „náboje“; například „nábojový výstřel“ revolveru Screamer změní zbraň na světlici, která zapálí nepřítele a pošle ho do vzduchu.
Hratelná postava je vybavena „instinktivním vodítkem“, které jí umožňuje přitahovat nepřátele k sobě. Hráč může také do nepřátel kopat nebo běhat a sklouzávat se po nich. Pokud je nepřítel vystřelen do vzduchu bičem nebo tím, že je do něj kopnuto či sklouznuto, přejde do zpomaleného pohybu, což hráči umožňuje provádět „skillshoty“. Skillshoty hráče odměňují za zabíjení protivníků co nejkreativnějšími a nejneobvyklejšími způsoby. Body se udělují za různé akce, jako je zabíjení nepřátel ve vzduchu či využívání nebezpečí prostředí. Čím složitější nebo neobvyklejší je skillshot, tím více bodů hráči získají. Body se používají jako měna v „dropkitech“ rozesetých po celé planetě, kde lze nakupovat střelné zbraně, munici a vylepšení. Kontrolní body v dropkitech jsou také místa, kde si hráči mohou vyměnit zbraně, získat přístup do databáze skillshotů a prohlížet si statistiky hráčů.
Kromě módu pro jednoho hráče mají hráči přístup ke dvěma dalším módům. V režimu „Echoes“ musí hráči projít úroveň pro jednoho hráče a zabít nepřátele co nejneobvyklejšími způsoby během stanoveného časového úseku. Každému hráči je přiděleno hodnocení jeho výkonu, které je následně nahráno do žebříčku. Dalším módem je „Anarchie“, kooperativní režim pro čtyři hráče. V Anarchii se hráči musí probojovat přes vlny nepřátel a provádět skillshoty. Když skupina hráčů získá dostatečný počet skillshotů, může si pak odemknout nové úrovně a arény. Režim Anarchie má vlastní sadu skillshotů a unikátní systém postupu.